# María Rostworowski
María Rostworowski Tovar de Diez Canseco, Maria Rostworowska (ur. 8 sierpnia 1915 w dystrykcie Barranco w prowincji Lima, zm. 6 marca 2016 Limie) – peruwiańska historyk i badaczka kultur andyjskich, pochodzenia polskiego.

## Życiorys
Urodziła się 8 sierpnia 1915 w Limie jako jedyne dziecko polskiego arystokraty Jana Jacka Rostworowskiego (1882–1969) i peruwiańskiej ziemianki Rity Anny Tovar del Valle, urodzonej w rejonie Puno.
20 września 1934 w Warszawie, w wieku dziewiętnastu lat wyszła za mąż za hrabiego Zygmunta Broel-Platera (1907–1980). W 1935 wróciła z nim do Peru. W 1936 urodziła córkę, Krystynę i rozwiodła się. Po kilku latach poślubiła Alejandra Dieza Canseco, który – jak powiedziała – „pomógł mi zrozumieć ten kraj”.
Od 1948 uczęszczała  jako wolny słuchacz na studia historyczne na Uniwersytecie Świętego Marka w Limie. Jej pierwsza samodzielna praca badawcza została nagrodzona peruwiańską Nagrodą Państwową (Premio Nacional de Historia) w 1953. W 1964 była współzałożycielem Instituto de Estudios Peruanos w Limie, gdzie pracowała do śmierci. Była też attaché kulturalnym Ambasady Peru w Madrycie (1964–1968) i dyrektorem Narodowego Muzeum Historii w Limie (1975–1980).

## Wybrane książki
- Pachacutec Inca Yupanqui (1953)
- Pesos y medidas en el Perú prehispánico (1960)
- Curacas y sucesiones Costa norte (1961)
- Señoríos Indígenas de Lima y Canta (1981)
- Conflicts over Coca Fields in XVI century Perú (1988)
- Historia del Tahuantinsuyu (1988) – wyd. pol. Historia Państwa Inków, CESLA, Biblioteka Narodowa, Warszawa 2004 (wyd. 2, PIW, Warszawa 2007, ISBN 978-83-06-03057-0), tłum. Miłosz Giersz, Patrycja Prządka
- Ensayos de Historia Andina: Élites, Etnias, Recursos (1993)
- Pachacamac y el Señor de los Milagros (2004)
- Enciclopedia Temática del Perú: Incas, El Comercio S.A., Lima 2004

## Ordery, odznaczenia i wyróżnienia
- 1953 Nagroda Państwowa w dziedzinie historii
- 1990 Amauta[6] Orderu Palm Akademickich (Peru)
- 1991 Doktor honoris causa Uniwersytetu Państwowego San Agustín w Arequipie
- 1994 Medal i dyplom miasta Lima
- 1996 Doktor honoris causa Papieskiego Uniwersytetu Katolickiego Peru w Limie
- 1996 Doktor honoris causa Żeńskiego Uniwersytetu UNIFE w Limie
- 1966 Nagroda „Złota Pieczęć” Międzynarodowego Centrum Etnohistorycznego w Palermo
- 1997 Doktor honoris causa Uniwersytetu Państwowego w Trujillo
- 2001 Komandor Orderu Słońca Peru
- 2001 Nagroda „Southern-Perú”
- 2008 Doktor honoris causa Uniwersytetu Świętego Marka w Limie
- 2009 Medal Honoru Kongresu Peru[7]
- 18 czerwca 2010 Doktor honoris causa Uniwersytetu Warszawskiego[8]
- Krzyż Komandorski z Gwiazdą Orderu Zasługi Rzeczypospolitej Polskiej[9]
- 2013 Medal Polskiej Akademii Nauk[9]
- 2015 Krzyż Wielki Orderu Słońca Peru[10]